# Alar Toomre
Alar Toomre, né le 5 février 1937 à Rakvere, en Estonie, est un astronome et mathématicien estonien et américain,. Il est professeur de mathématiques appliquées au Institut de technologie du Massachusetts. Ses travaux de recherche sont centrés sur la dynamique des galaxies.

## Carrière
À la suite de l'occupation soviétique de l'Estonie en 1944, Alar Toomre et sa famille ont fui vers l'Allemagne puis ont émigré vers les États-Unis en 1949. Alar Toomre a été diplômé en génie aéronautique et en physique au MIT en 1957 puis a étudié à l'Université de Manchester, où il a obtenu un doctorat en mécanique des fluides.
Alar Toomre a ensuite enseigné pendant deux ans au MIT après avoir obtenu son doctorat. Après un an passé à l'Institut d'études avancées à Princeton, il est retourné de nouveau au MIT en tant que membre de la faculté et y est resté. Toomre a été nommé professeur associé de mathématiques au MIT en 1965 et professeur en 1970.

## Travaux scientifiques
En 1964, Toomre a conçu un critère de stabilité local pour les disques en rotation différentielle, le critère de stabilité de Toomre. Ce critère s'exprime via le paramètre de Toomre Q qui mesure l'importance relative de la vorticité et de la dispersion de vitesse (pour lesquelles de grandes valeurs tendent à stabiliser le disque) par rapport à la densité de surface du disque (pour laquelle de grandes valeurs tendent à déstabiliser le disque). Cette grandeur est définie de sorte que Q < 1 corresponde à un disque instable.
En 1969, Toomre a collaboré avec Peter Goldreich sur le mouvement erratique des pôles. 

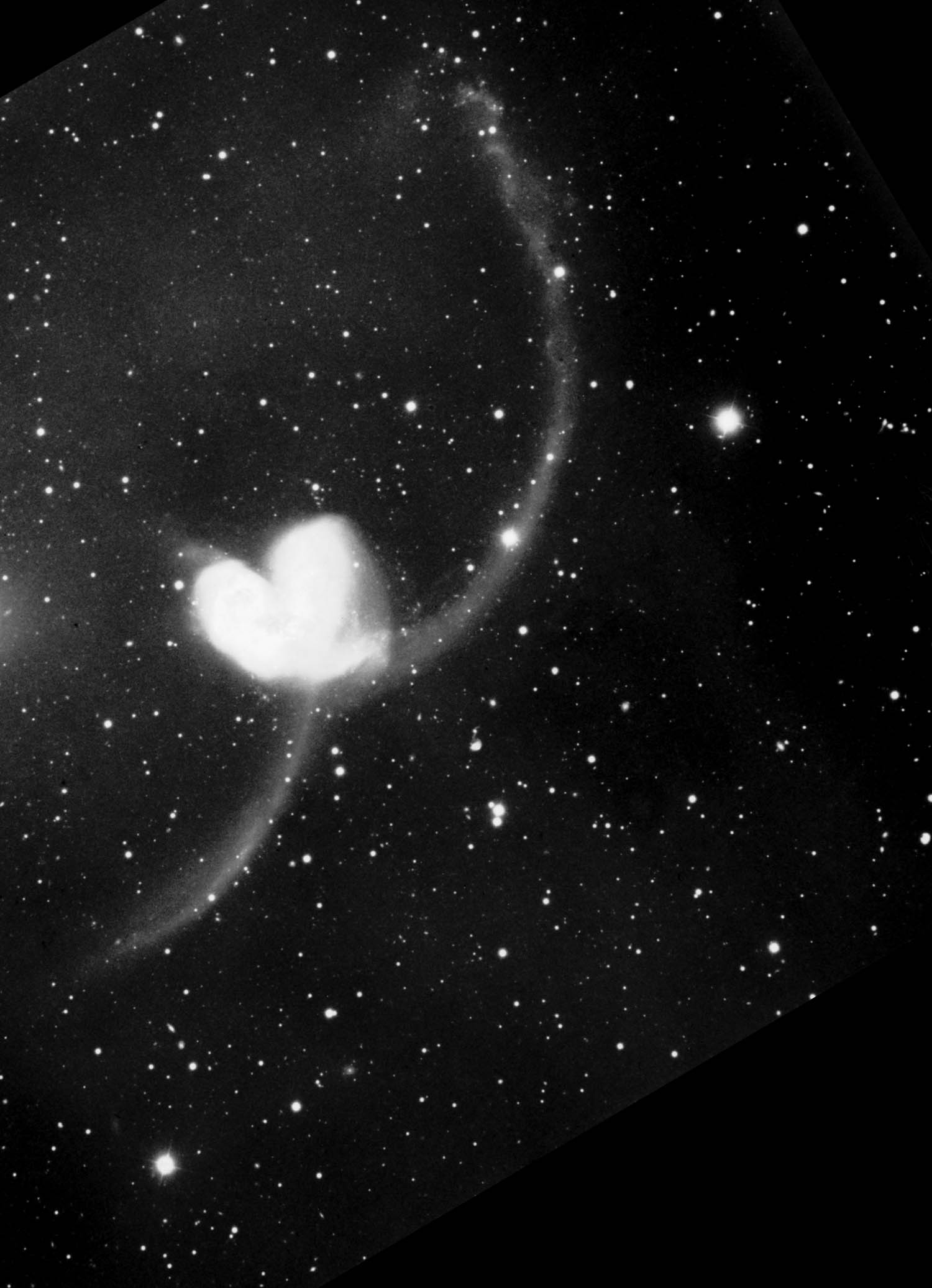
Les galaxies des Antennes par Brad Whitmore (STScI / NASA).

Toomre a également mené la première simulation d'interaction entre deux galaxies dans les années 1970 avec son frère Jüri, un astrophysicien spécialiste du Soleil,. Bien que le faible nombre de particules dans les simulations rendait inobservables un grand nombre de processus, les frères Toomre ont mis en évidence des queues de marée similaires à celles observées dans les galaxies des Antennes et dans NGC 4676,,. En 1977 Toomre a suggéré que les galaxies elliptiques sont le résultat de fusions de galaxies spirales,.

## Récompenses
En 1993, Toomre a reçu le prix Dirk-Brouwer qui récompense des « contributions exceptionnelles dans le domaine de l'astrodynamique »,.
Toomre est également l'un des récipiendaire du prix MacArthur en 1984.
Toomre a reçu le prix Magellan en 2014 pour son travail sur la simulation numérique des galaxies dans les années 1960.